# Saint-Gilles-de-Crétot
Saint-Gilles-de-Crétot est une commune française située dans le département de la Seine-Maritime en région Normandie.

## Géographie

### Localisation
Saint-Gilles-de-Crétot est située sur le vaste plateau calcaire du pays de Caux entrecoupé de vallons secs. Essentiellement consacrés au labour, les champs ouverts sont parsemés de clos-masures. Sans équivalent dans le monde, ces fermes traditionnelles constituent de véritables marqueurs paysagers. Regroupant l'habitation principale à pans de bois, les bâtiments agricoles et les vergers, elles sont entourées d'un talus (qu'on appelle ici un fossé !) surmontés d'une double rangée d’arbres.

### Hydrographie
La commune est située dans le bassin Seine-Normandie. Elle n'est drainée par aucun cours d'eau,.

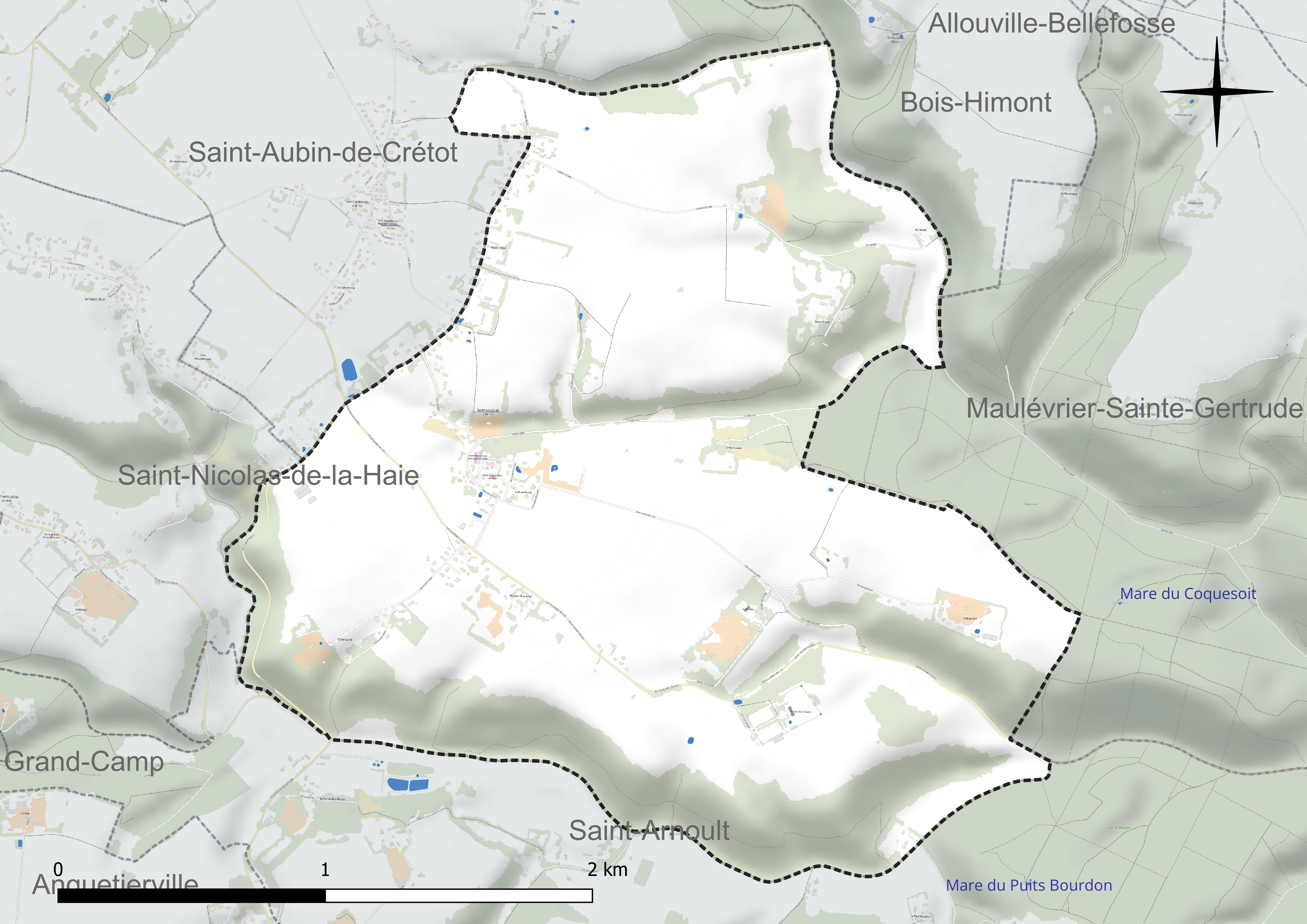
Réseau hydrographique de Saint-Gilles-de-Crétot.

### Climat
Pour des articles plus généraux, voir Climat de la Normandie et Climat de la Seine-Maritime.
En 2010, le climat de la commune est de type climat océanique franc, selon une étude du CNRS s'appuyant sur une série de données couvrant la période 1971-2000. En 2020, Météo-France publie une typologie des climats de la France métropolitaine dans laquelle la commune est exposée à un climat océanique et est dans la région climatique Côtes de la Manche orientale, caractérisée par un faible ensoleillement (1 550 h/an) ; forte humidité de l’air (plus de 20 h/jour avec humidité relative > 80 % en hiver), vents forts fréquents. Parallèlement le GIEC normand, un groupe régional d’experts sur le climat, différencie quant à lui, dans une étude de 2020, trois grands types de climats pour la région Normandie, nuancés à une échelle plus fine par les facteurs géographiques locaux. La commune est, selon ce zonage, exposée à un « climat maritime », correspondant au Pays de Caux, frais, humide et pluvieux, légèrement plus frais que dans le Cotentin.
Pour la période 1971-2000, la température annuelle moyenne est de 10,3 °C, avec une amplitude thermique annuelle de 12,9 °C. Le cumul annuel moyen de précipitations est de 909 mm, avec 13,1 jours de précipitations en janvier et 8,8 jours en juillet. Pour la période 1991-2020, la température moyenne annuelle observée sur la station météorologique la plus proche, située sur la commune de Petiville à 12 km à vol d'oiseau, est de 12,0 °C et le cumul annuel moyen de précipitations est de 844,9 mm,. Pour l'avenir, les paramètres climatiques de la commune estimés pour 2050 selon différents scénarios d’émission de gaz à effet de serre sont consultables sur un site dédié publié par Météo-France en novembre 2022.

### Milieux naturels et biodiversité
La commune fait partie du parc naturel régional des Boucles de la Seine normande.

## Urbanisme

### Typologie
Au 1er janvier 2024, Saint-Gilles-de-Crétot est catégorisée commune rurale à habitat dispersé, selon la nouvelle grille communale de densité à sept niveaux définie par l'Insee en 2022.
Elle est située hors unité urbaine et hors attraction des villes,.

### Occupation des sols
L'occupation des sols de la commune, telle qu'elle ressort de la base de données européenne d’occupation biophysique des sols Corine Land Cover (CLC), est marquée par l'importance des territoires agricoles (72,2 % en 2018), en diminution par rapport à 1990 (75,8 %). La répartition détaillée en 2018 est la suivante : 
terres arables (45,6 %), prairies (26,6 %), forêts (24 %), zones urbanisées (3,9 %). L'évolution de l’occupation des sols de la commune et de ses infrastructures peut être observée sur les différentes représentations cartographiques du territoire : la carte de Cassini (XVIIIe siècle), la carte d'état-major (1820-1866) et les cartes ou photos aériennes de l'IGN pour la période actuelle (1950 à aujourd'hui).

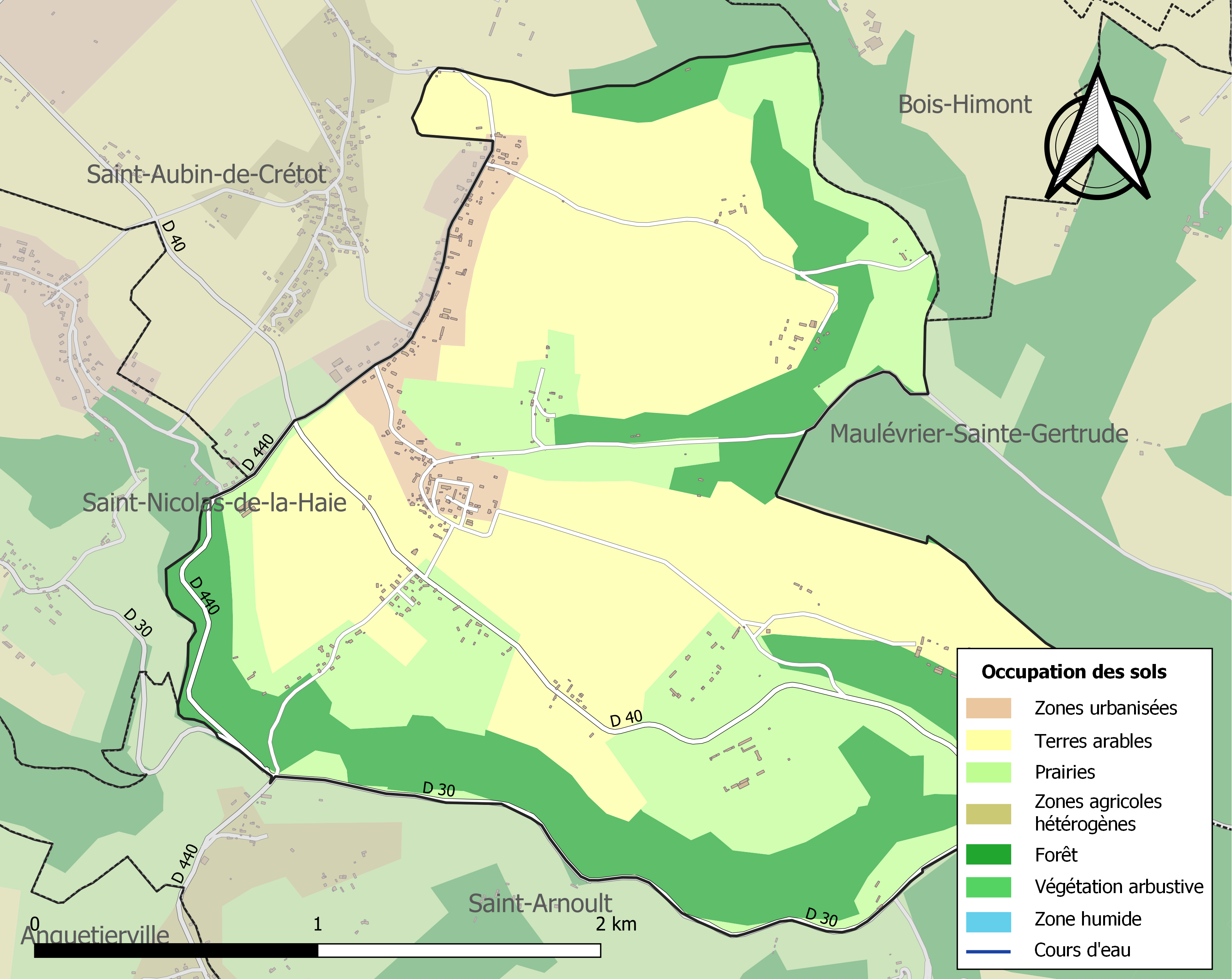
Carte des infrastructures et de l'occupation des sols de la commune en 2018 (CLC).

## Toponymie
Le nom de la localité est attesté sous les formes Saint Gilles de Cresetot en 1362, Saint Gille de Cretot en 1757, Saint-Gilles-de-Crétot en 1953.
L'hagiotoponyme Saint-Gilles fait référence à Gilles l'Ermite qui, chaque année au 1er septembre, faisait l'objet d'un pèlerinage à Anceaumeville pour la guérison des enfants dont les pas demeuraient chancelants.

## Histoire

### Préhistoire
Recherches archéoloqiques prouvent la présence humaine au préhistoire. La prospection du secteur par Jean-Pierre Watté, archéologue cauchois, a permis de recueillir une série d'objets pouvant être rattachés à un Néolithique moyen (autour de 4000 ans avant Jésus-Christ) : lames, percuteurs et outils en silex taillés. Un bloc de calcaire de 2,70 m de long situé de nos jours sur la commune d'Allouville-Bellefosse mais provenant de la ferme de la Bouteillerie pourrait correspondre à un menhir. Il conclut qu'aux monuments mégalithiques possibles, il convient d'ajouter le « menhir de la Bouteillerie » à Saint-Gilles-de-Crétot, même si l'existence de celui-ci ne peut être attestée que par un faisceau de présomptions ».

### Période féodale
La terre de Crétot est une ancienne baronnie.
Au XVIe siècle, le seigneur de Saint-Gilles était « franc bouteiller hérédital de Normandie. Il est tenu, quand le roi fait son entrée dans la ville de Rouen, de servir à boire à sa majesté, une fois seulement pendant son règne. À cause de ce service, il a le droit de prendre pour lui la coupe où le roi a bu. »
« Il y eut autrefois à Saint-Gilles les seigneuries de la Bouteillerie, de la Picotière et de la Viézaire ; les châteaux des deux dernières sont encore debout. Au manoir de la Viézaire, chapelle domestique aujourd’hui abandonnée. » (Abbés J. Bunel & A. Tougard, 1876).

## Politique et administration
| Période                                  | Période                    | Identité              | Étiquette | Qualité             |
| ---------------------------------------- | -------------------------- | --------------------- | --------- | ------------------- |
| Les données manquantes sont à compléter. |                            |                       |           |                     |
| 1919                                     | 1929                       | Jacques Masson        |           |                     |
| avant 1981                               |                            | François Luxereau     |           |                     |
| Les données manquantes sont à compléter. |                            |                       |           |                     |
| mars 1989                                | mars 2001                  | Jacques Vanier        |           |                     |
| mars 2001                                | 2014                       | Colette Vanier,       |           | Épouse du précédent |
| 2014                                     | mai 2020                   | Mme Frédérique Coulon |           |                     |
| mai 2020,                                | En cours (au 10 août 2020) | Sylvain Hauchard      |           | Pré-retraité        |

## Démographie
L'évolution du nombre d'habitants est connue à travers les recensements de la population effectués dans la commune depuis 1793. Pour les communes de moins de 10 000 habitants, une enquête de recensement portant sur toute la population est réalisée tous les cinq ans, les populations de référence des années intermédiaires étant quant à elles estimées par interpolation ou extrapolation. Pour la commune, le premier recensement exhaustif entrant dans le cadre du nouveau dispositif a été réalisé en 2005.

En 2022, la commune comptait 387 habitants, en évolution de −10,62 % par rapport à 2016 (Seine-Maritime : +0,35 %, France hors Mayotte : +2,11 %).
| 1793 | 1800 | 1806 | 1821 | 1831 | 1836 | 1841 | 1846 | 1851 |
| ---- | ---- | ---- | ---- | ---- | ---- | ---- | ---- | ---- |
| 390  | 456  | 483  | 464  | 480  | 483  | 461  | 441  | 450  |

| 1856 | 1861 | 1866 | 1872 | 1876 | 1881 | 1886 | 1891 | 1896 |
| ---- | ---- | ---- | ---- | ---- | ---- | ---- | ---- | ---- |
| 410  | 437  | 427  | 365  | 335  | 317  | 301  | 286  | 239  |

| 1901 | 1906 | 1911 | 1921 | 1926 | 1931 | 1936 | 1946 | 1954 |
| ---- | ---- | ---- | ---- | ---- | ---- | ---- | ---- | ---- |
| 240  | 243  | 250  | 229  | 214  | 196  | 171  | 213  | 184  |

| 1962 | 1968 | 1975 | 1982 | 1990 | 1999 | 2005 | 2006 | 2010 |
| ---- | ---- | ---- | ---- | ---- | ---- | ---- | ---- | ---- |
| 184  | 188  | 182  | 194  | 253  | 268  | 316  | 331  | 399  |

| 2015 | 2020 | 2022 | - | - | - | - | - | - |
| ---- | ---- | ---- | - | - | - | - | - | - |
| 432  | 400  | 387  | - | - | - | - | - | - |

## Enseignement

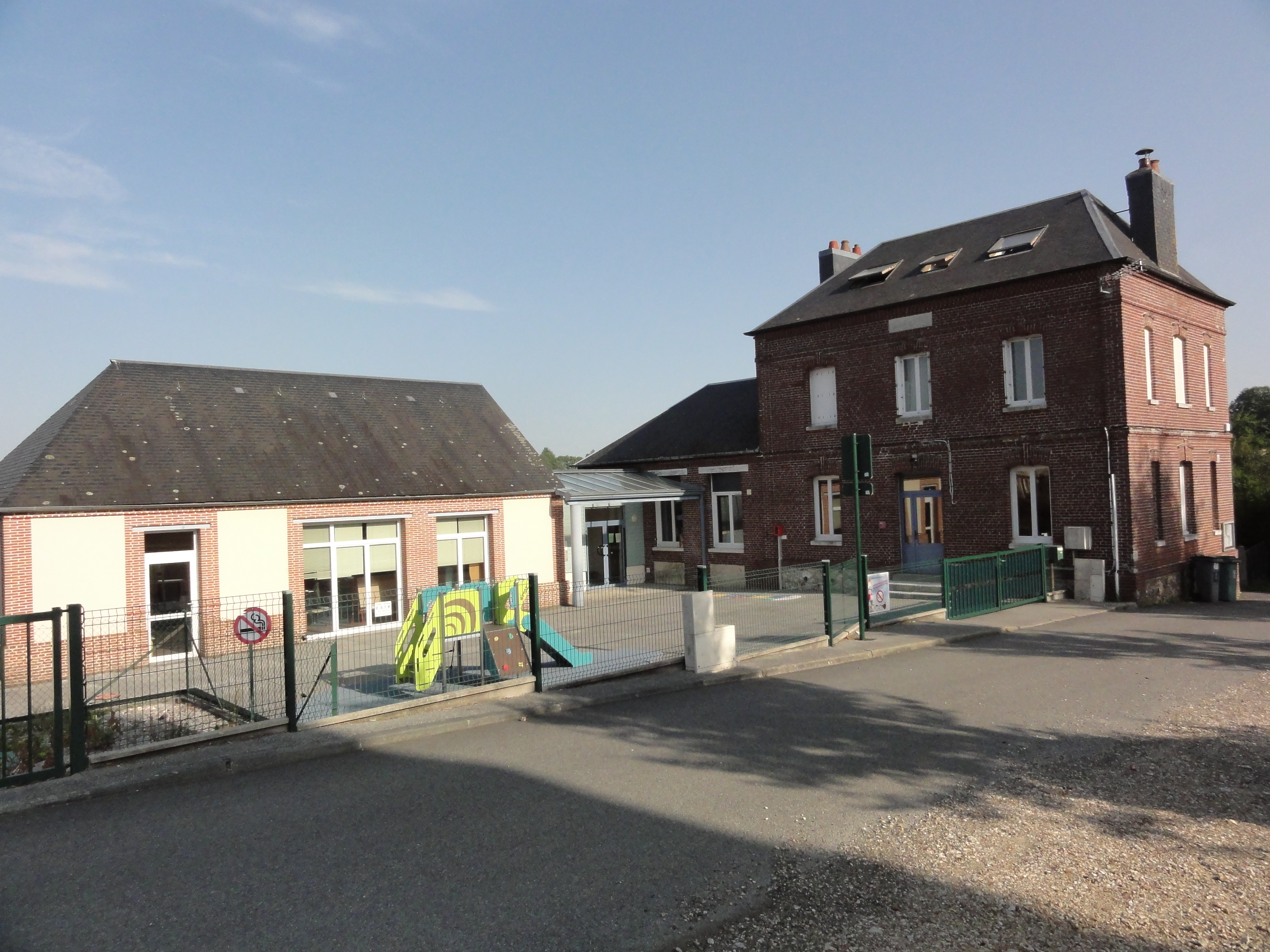
L'école maternelle de Saint-Gilles-de-Crétot à côté de l'ancienne maire.

Un syndicat intercommunal à vocation scolaire (SIVOS) accueille les enfants de la maternelle au CM2 des deux communes voisines de Saint-Aubin-de-Crétot et de Saint-Gilles-de-Crétot. L'école primaire et la cantine scolaire se trouvent à Saint-Aubin-de-Crétot et l'éecole maternelle à Saint-Gilles-de-Crétot. Un car scolaire assure le transport scolaire entre les deux localités.

## Vie associative et sportive

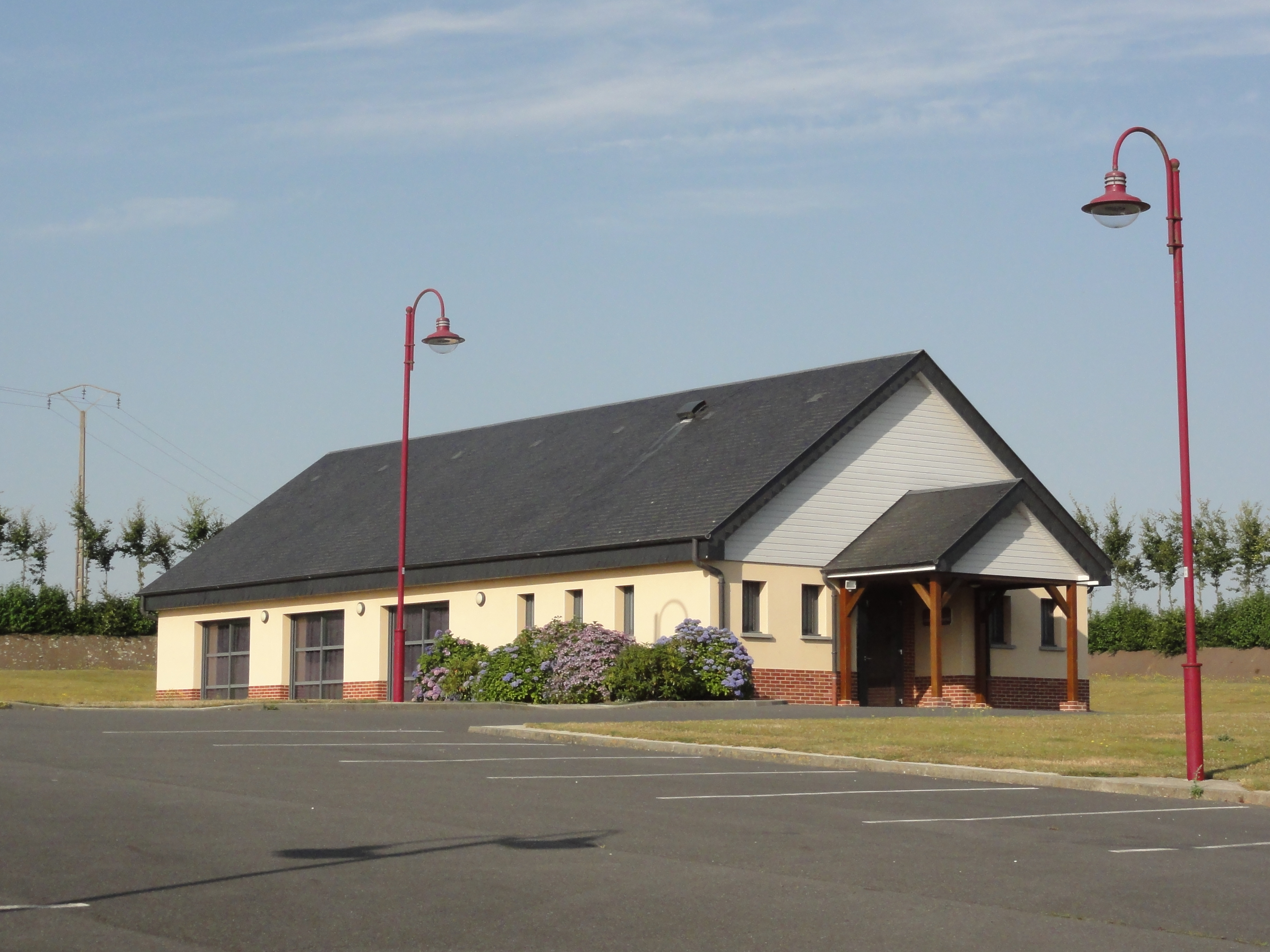
Salle des fêtes.

## Culture locale et patrimoine

### Lieux et monuments
- Église Saint-Gilles[24].
- Monument aux morts.
- Château de la Viézaire.
- Château de la Picotière.  A la fin du XIXe siècle, l'ensemble dont les parties les plus anciennes remontent au XVIIe siècle, est entièrement transformé. Près d'une mare devenue pièce d'eau maçonnée, une glacière est construite, bâtie en brique avec emploi ponctuel de silex encadrant l'entrée. La cuve conique est profonde d'environ 3,50 m pour un diamètre de 10 m. Elle est couverte d'une voûte de brique et conserve grille et échelle[25].
- Manoir de Coquesoit.

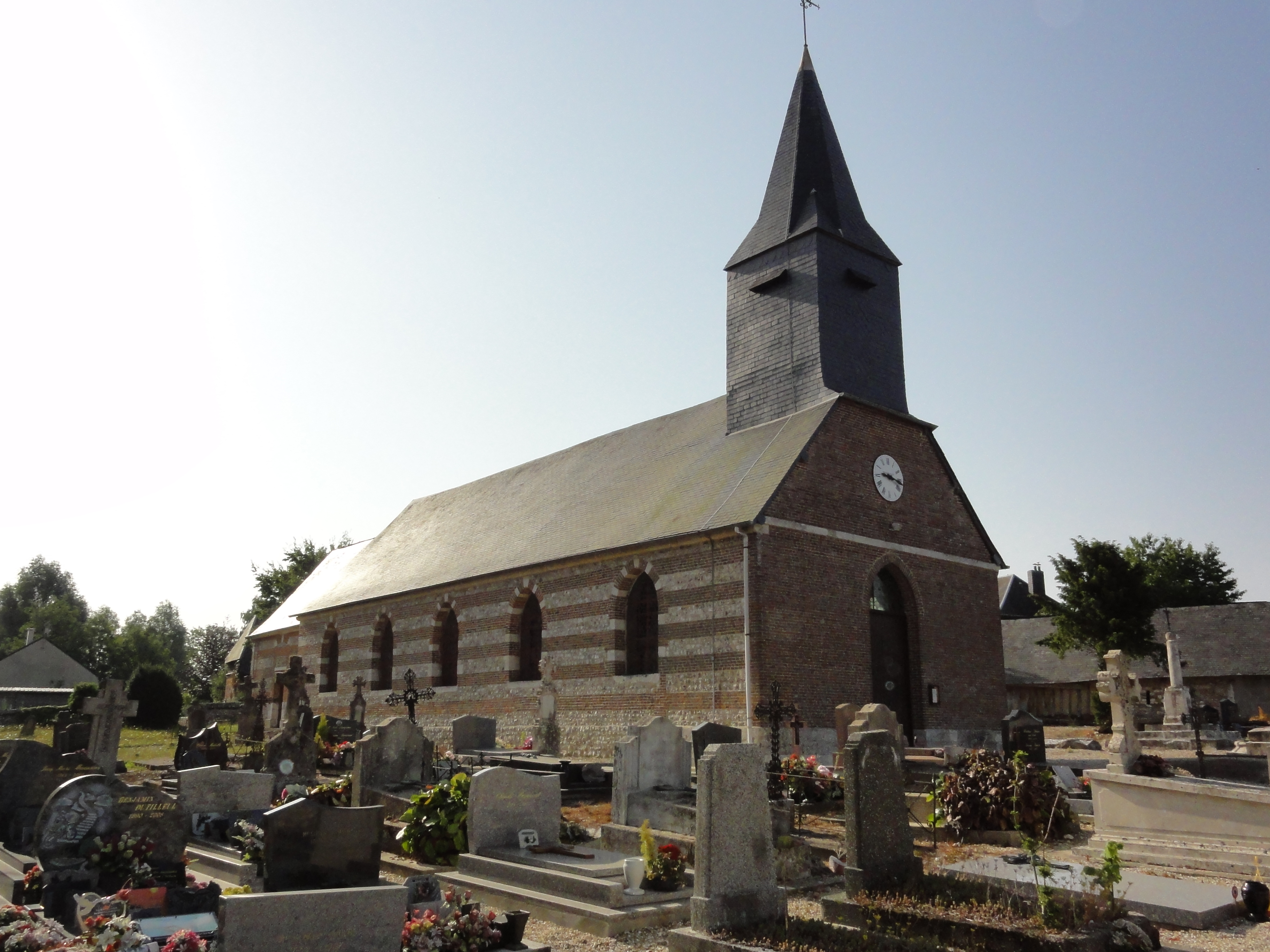
Église Saint-Gilles.
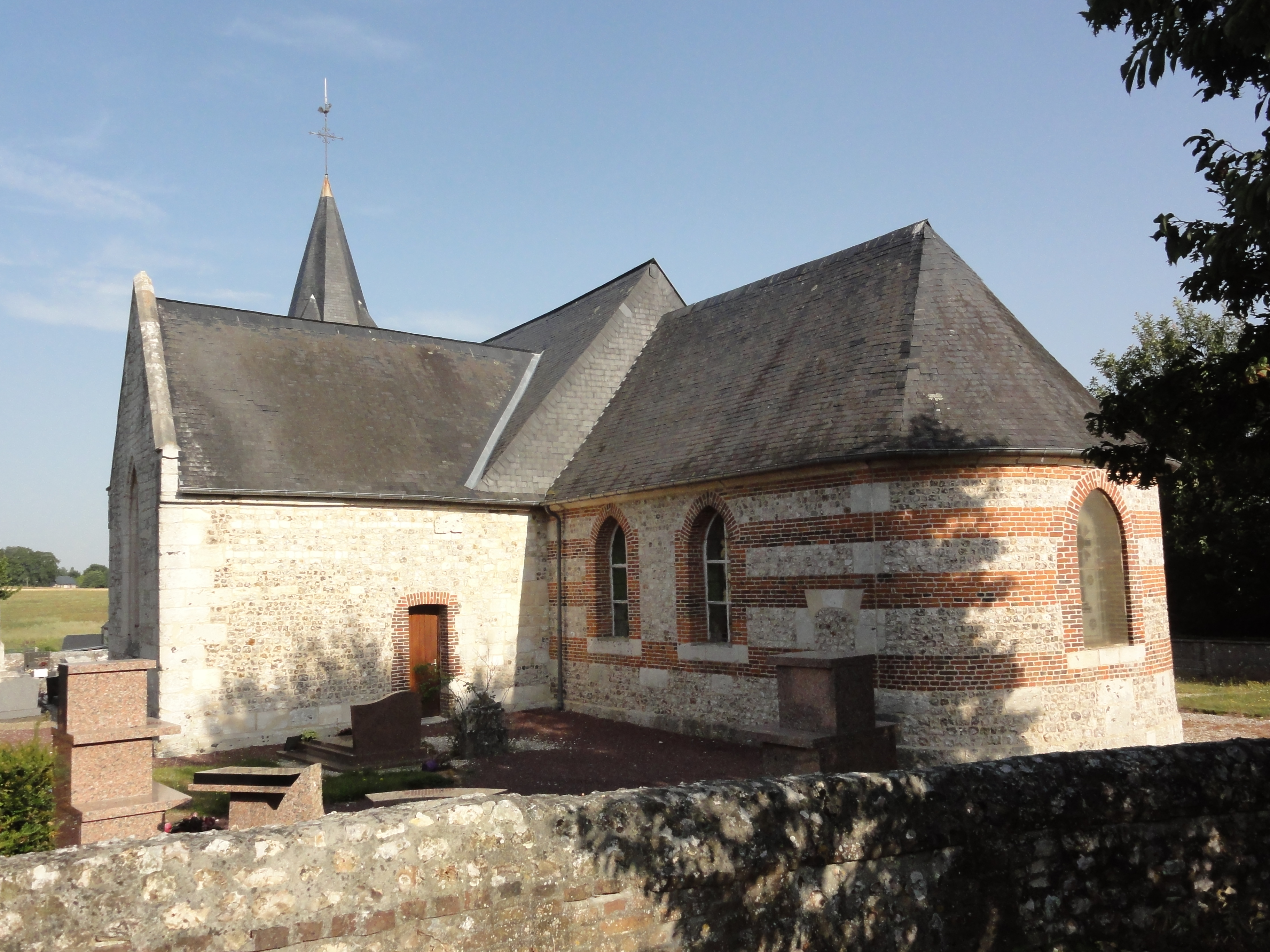
L'église coté chevet.
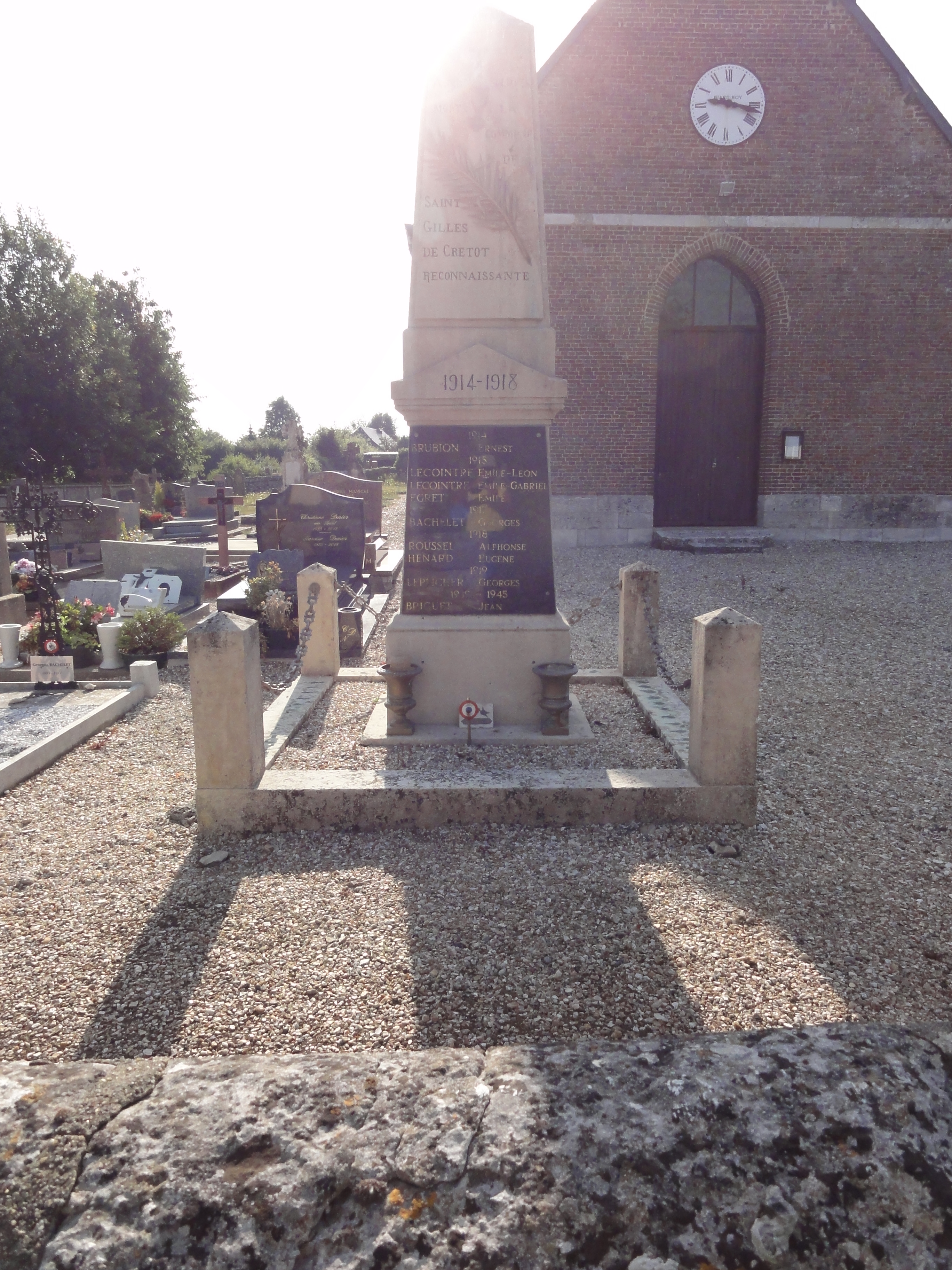
Le monument aux morts.

### Personnalités liées à la commune
- Henri IV est passé à Saint-Gilles-de-Crétot.

### Héraldique
| Armes de Saint-Gilles-de-Crétot | Les armes de la commune de Saint-Gilles-de-Crétot se blasonnent ainsi : D’azur au dextrochère armé d’argent tenant une lance d’or posée en pal avec une bannière aussi d’argent chargée d’une bande ondée de gueules. |

## Pour approfondir